# Булоло
Булоло (англ. Bulolo) — місто в провінції Моробе, Папуа-Нова Гвінея. Колись це був важливий центр видобутку золота на колишній Території Нової Гвінеї, розташований на річці Булоло, притоці річки Маркем, приблизно за 32 км на північний захід від Вау. У місті є аеропорт. Побудована в червні 1930 року смуга Булоло мала розміри 1150 ярдів на 120 ярдів. 
У 2010 році населення міста становило 20 000 осіб. Сьогодні основна промисловість міста включає лісове господарство, головним підприємством якого є PNG Forest Products Limited. Існує також Агентство з вирощування та торгівлі комахами, яке сприяє розведенню та збереженню комах.

## Історія
Днопоглиблювальні роботи для видобутку золота було розпочато 21 березня 1932 року, коли 1100-тонний земснаряд (земснаряд № 1) був доставлений до родовища по частинах повітрям з портового міста Лае. Найбільшою частиною був головний вал трамблера, довжиною 12 футів і вагою 6870 фунтів. Будівництво земснаряду № 2 тривало до завершення будівництва земснаряду № 1. Всього було побудовано і експлуатувалося вісім земснарядів, останній введений в експлуатацію в 1939 році. Днопоглиблювальні роботи були перервані війною в 1941 році і відновлені лише через шість років. 5 лютого 1942 року об 11 ранку Булоло було розбомблено п'ятьма двомоторними бомбардувальниками. Виробництво золота в 1952 році склало 122 035 унцій, вартістю 1 311 241 фунтів стерлінгів, і становило 77 відсотків золота, виробленого в Новій Гвінеї в тому році. Коли золото вичерпалося, земснаряди покинули, і їх все ще можна знайти вздовж русла річки Булоло. Булоло було штаб-квартирою компанії, створеної для експлуатації соснових лісів, які ростуть у долині. Поряд із заготівлею деревини було впроваджено масштабну програму відновлення лісів, щоб забезпечити безперебійність поставок. З 1950-х років Булоло був з’єднаний з Лае автомобільною дорогою вздовж долин річок Булоло та Маркем.